# Luccamadonnan
Luccamadonnan är en oljemålning av den flamländske konstnären Jan van Eyck. Den målades omkring 1437 och ingår sedan 1850 i samlingarna på Städelsches Kunstinstitut i Frankfurt am Main. 
Målningen skildrar den ammande madonnan, det vill säga Jungfru Maria och Jesusbarnet. Hon sitter på en tron i ett litet, kapelliknande rum och en matta med geometriska mönster ligger på golvet. Under medeltiden kopplade man inte ihop nakenhet med sexualitet, utan såg den som en symbol på livets början. Att Jungfru Maria visar sina nakna, mjölksprutande bröst skall ses i den kontexten och mjölkens teologiska betydelse kan jämföras med Jesu Kristi blod. Efter det tridentinska kyrkomötet i mitten av 1500-talet avrådde man från nakenhet i religiösa motiv, och den ammande madonnan försvann som motiv inom kyrkan.  
Tavlans namn härrör från att den tillhört Karl II av Parma som även var hertig av Lucca 1824–1847.